# Blankensee (Seenplatte del Meclemburgo)
Blankensee è un comune del Meclemburgo-Pomerania Anteriore, in Germania.
Appartiene al circondario della Seenplatte del Meclemburgo ed è parte della comunità amministrativa (Amt) di Neustrelitz-Land.